# Lepidocephalichthys guntea
Lepidocephalichthys guntea är en fiskart som först beskrevs av Hamilton 1822.  Lepidocephalichthys guntea ingår i släktet Lepidocephalichthys och familjen nissögefiskar. IUCN kategoriserar arten globalt som livskraftig. Inga underarter finns listade i Catalogue of Life.